# Internetepoke
En Internetepoke eller en internet tidsalder er i 2023 Web 1.0 (retronym), Web 2.0 og Web 3.0 (fremtiden).
Web 1.0 og Web 2.0 refererer til epoker i World Wide Webs historie, som det udviklede sig gennem forskellige webteknologier og filformater.
Web 1.0 refererer groft til perioden fra 1989 til 2004, hvor de fleste websteder bestod af statiske websider, og langt størstedelen af brugerne var forbrugere, ikke producenter af indhold.
Web 2.0 er baseret på ideen om "nettet som platform" og centrerer sig om brugerskabt indhold uploadet til fora, sociale medier og netværkstjenester, blogs og wikier, blandt andre tjenester. Web 2.0 anses generelt for at være begyndt omkring 2004 og fortsætter til i dag.

## Forslag til Web 3.0-epoken
I 2006 beskrev Berners-Lee det semantiske web som en komponent af Web 3.0, som er forskellig fra betydningen af Web3 i blockchain sammenhænge.

### Semantisk web
Semantisk web er et koncept der betegner udviklingen af en universel medieform til udveksling af information. Gennem vedligeholdelsen af mening (heraf semantisk) i online dokumenter gennem forskellige markup-rutiner opstår muligheden for at maskin-aflæse denne mening. Ved begrebet forstås ideelt og visionært det moment i internettets udvikling hvor software kan lagre, udveksle og anvende metadata om alle webressourcer og dermed sætte bruger-programmer i stand til at håndtere disse ressourcer med større effektivitet og præcision.
Det semantiske web er blandt andet drevet frem af en af World Wide Webs foregangsmænd, Tim Berners-Lee fra World Wide Web Consortium. Netop under W3C's regi understøttes det semantiske web gennem udarbejdelsen af standarder for markup og relaterede aktiviteter.

### Web3
Web3 er en idé til en ny iteration af World Wide Web, som inkorporerer begreber som decentralisering, blockchain-teknologier og token-baseret økonomi. Nogle teknologer og journalister har sat det i kontrast til Web 2.0, hvor de siger, at data og indhold er centraliseret i en lille gruppe virksomheder, nogle gange kaldet "Big Tech". Udtrykket "Web3" blev opfundet i 2014 af Ethereums medstifter Gavin Wood, og ideen fik interesse i 2021 fra kryptovaluta-entusiaster, store teknologivirksomheder og venturekapitalfirmaer.
Nogle kommentatorer hævder, at Web3 vil give øget datasikkerhed, skalerbarhed og privatliv for brugerne og bekæmpe indflydelsen fra store teknologivirksomheder. De giver også anledning til bekymring over den decentraliserede webkomponent i Web3, med henvisning til potentialet for lav moderation og spredning af skadeligt indhold. Nogle har udtrykt bekymring over centraliseringen af rigdom til en lille gruppe af investorer og enkeltpersoner eller et tab af privatliv på grund af mere ekspansiv dataindsamling. Andre, såsom Elon Musk og Jack Dorsey, har hævdet, at Web3 kun tjener som et buzzword eller marketingudtryk.